# Liesbet Slegers
Liesbet Slegers (Geel, 26 juli 1975) is een Vlaams auteur en illustratrice. 
Liesbet Slegers studeerde in 1997 af aan de toenmalige Sint-Lucas hogeschool te Antwerpen. Ze illustreert kinderboeken, kinderkranten en -tijdschriften. 
In 1998 maakte ze de tekeningen voor het omvangrijke voorleesboek Een keuken vol sop, met teksten van Jeanne Bakker. In 1999 publiceerde ze vier typische peuterboekjes rond het figuurtje van Karel. Dit was de start van een lange reeks Kareltje-boeken.
Kenmerkend voor de stijl die ze hanteert is eenvoud, soberheid en herkenbaarheid. 